# Klamphugger
En klamphugger eller klampehugger er ifølge ordbogen  en person, der udfører dårligt (håndværks-)arbejde,  klamphuggeri)
Ordet stammer fra middelalderen, hvor klamper (en tyk træsål med en læderrem fæstnet over foden) sikrede tørre fødder. Lidt i stil med træsko. Under gammeldags træsko sad ofte klamper. En klamphugger  hugger klamper til.
En anden mulighed kan være, at ordet klamphugger er et gammelt udtryk for en skibstømrer, som tilhuggede på øjemål med sin skarøkse. I de oprindelige ord ligger der ikke noget nedsættende.
TV 2-programserien Klamphuggerne fra 2009 handler om håndværkere, der har udført deres arbejde dårligt.

## Reference
1. ↑  ODS på nettet